# Палеоботаніка

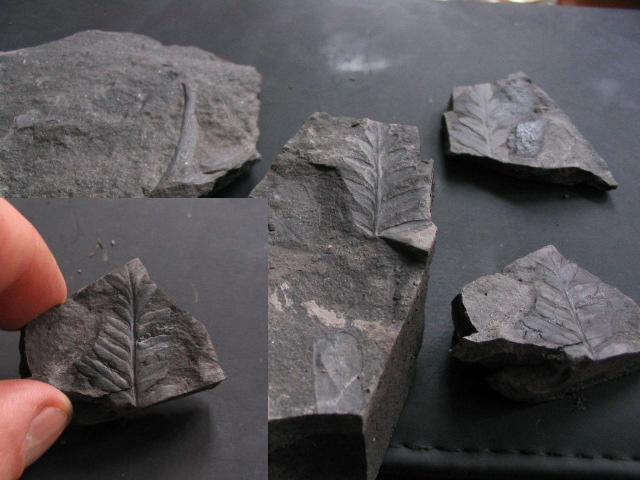
Зразки викопних рослин

Палеобота́ніка (палеофітоло́гія, англ. palaeobotany, fossil botany, paleophytology; нім. Paläobotanik f, Paläophytologie f) — розділ палеонтології, що вивчає морфологію, анатомію, філогенію, палеогеографію викопних рослин та розробляє їхню систематику за відбитками, які збереглися в гірських породах. Назва від грец. παλαιός — стародавній і «ботаніка». Інша назва — палеофітологія.
Як наукова дисципліна палеоботаніка з'явилася на початку XIX століття, особливо в роботах німецького палеонтолога Ернста Фредеріка вон Шлотхейма, чеського дворянина і вченого Каспара Марія фон Штернберга, і французького ботаніка Адольфа Теодора Броньяра.

## Значення
Має велике значення для розробки стратиграфії континентальних, особливо вугленосних, відкладів. Залежно від об'єктів дослідження розрізняють такі галузі палеоботаніки — палеоксилологія (досліджує залишки деревини), палеокарпологія (плоди), палінологія (спори, пилок).

## Огляд палеоботанічних записів

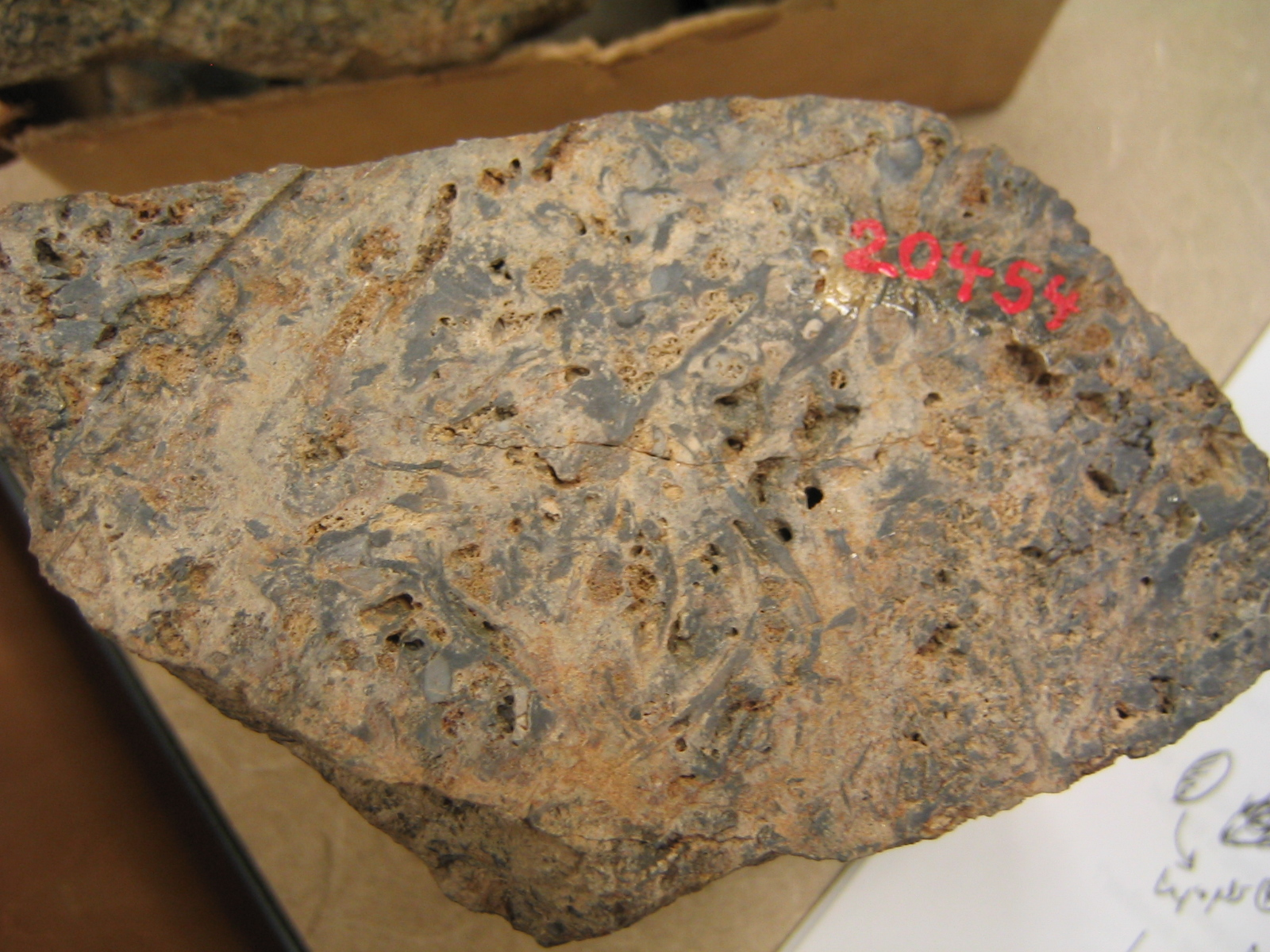
Невідшліфований зразок скам'янілостей часів Нижнього Девону, Райнієві кремені в Шотландії

Перші макроскопічні скам'янілості справжніх судинних рослин знайдені скам'янілих записах, що відповідають Силурійському періоду Палеозойської ери. Деякі розсіяні, фрагментарні скам'янілості спірної спорідненості, переважно спори та кутикули, були знайдені в Омані у твердих породах, що утворилися у Ордовицький період, і як вважають, походять від викопних рослин типу печіночників або моху.
Важливою місцевістю де були знайдені скам'янілості наземних рослин є Райнієві кремені, що знайдені на околиці села Райні в Шотландії. Райнієві кремені це відкладення туфу (Термальні води) часів раннього Девону, що складаються в основному із діоксиду кремнію. Він є винятковим завдяки тому, що там збереглися декілька різних кладів рослин, від мхів та плауноподібних до більш не звичніших, невизначених форм. Багато скам'янілих залишків тварин, включаючи членистоногих та павукоподібних, також були знайдені у Райнієвих кременях, що проливає світло на історію раннього наземного життя.
Рослинні макроскам'янілості з'являються масово у пізньому Девоні, серед яких: гілки дерев, вайі, і корені. Найдавнішим деревом вважають був Археоптерис, яке мало прості, папороте-подібне листя, що впорядковувалося по спіралі на гілках, на вершині стовбуру, що подібний до стовбура хвойних дерев, хоча як стало відомо віднедавна, він є представником роду Wattieza.
Добре поширені вугільні болотисті відкладення у Європі та Північній Америці Кам'яновугільного періоду багаті на вміст скам'янілостей деревоподібних лікоподів, що були до 30 метрів заввишки, рясних голонасінних рослин, таких як хвойні та папороті, та незліченну кількість менших, трав'янистих рослин.
Покритонасінні (квітучі рослини) еволюціювали в Мезозойську еру, а пилок квітучих рослин і листя вперше з'являються під час раннього крейдового періоду, приблизно 130 мільйонів років тому.

## Групи викопних рослин

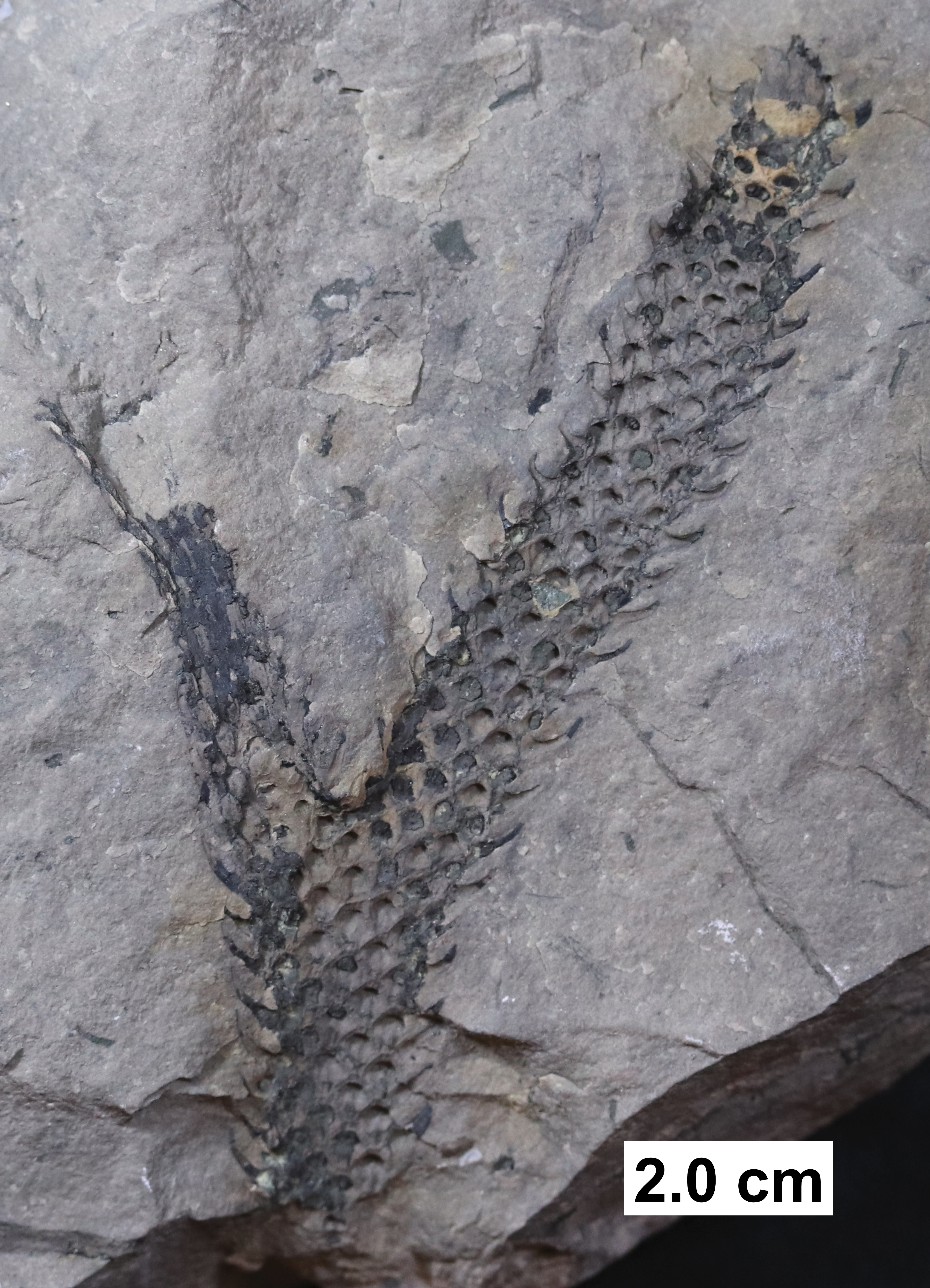
Лікопод (гілка) із середнього Девону, Вісконсин

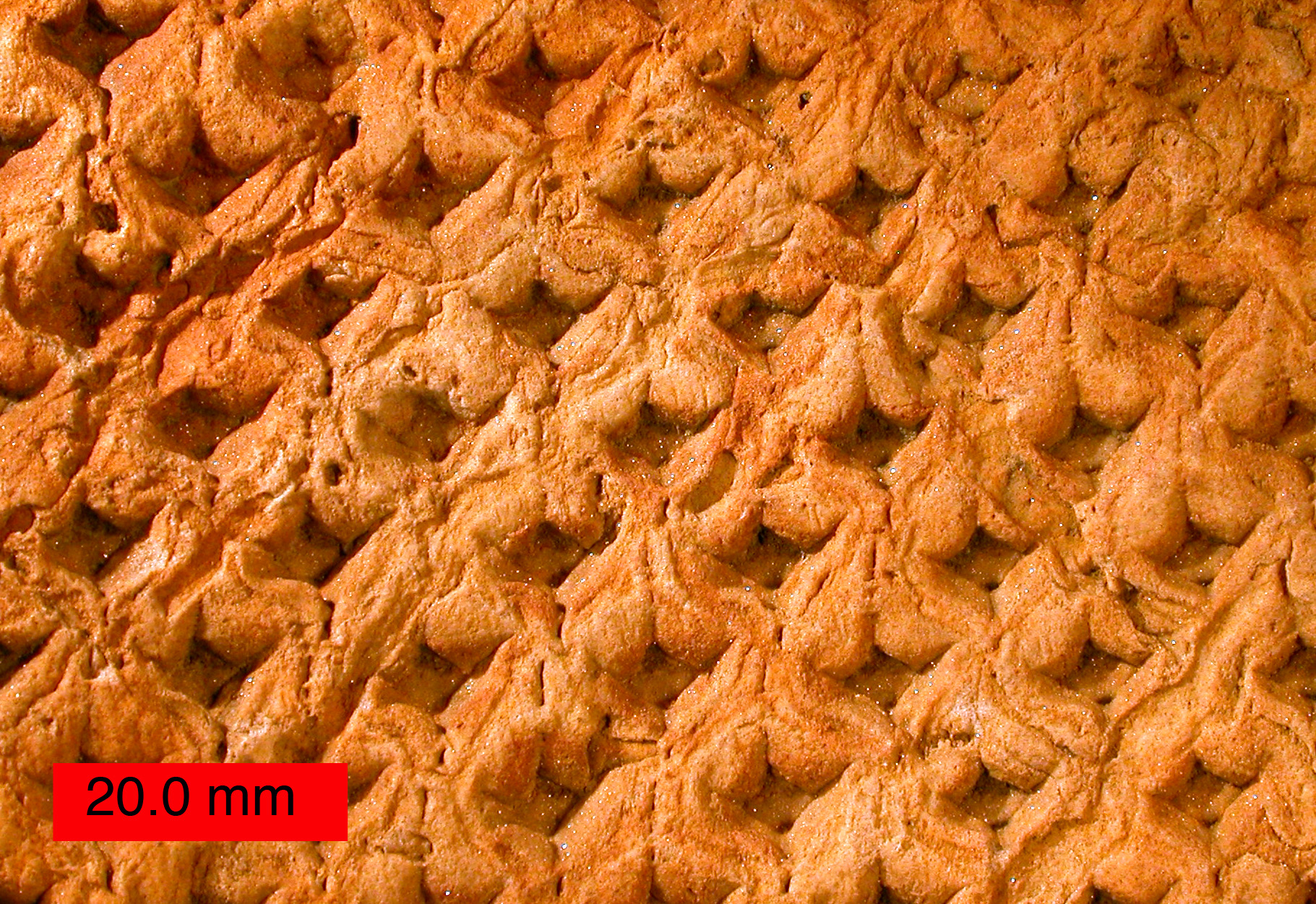
Зовнішній відтиск лепідодендрона з періоду пенсильваній, знайдений в штаті Огайо, США

Протягом геологічної шкали часу землі деякі рослини залишилися майже незмінними. Хвощі еволюціонували десь у пізньому девоні, ранні види папороті розвинулися у міссісіпії, хвойні десь у пенсильванії. Деякі доісторичні рослини сьогодні є такими ж як і таким чином є живими викопними представниками, наприклад, дерево Гінко та Sciadopitys verticillata. Інші рослини або докорінно змінилися, або вимерли.
Прикладами доісторичних рослин є:
- Araucaria mirabilis
- Археоптерис
- Каламіти[en]
- Dillhoffia
- Glossopteris
- Hymenaea protera
- Nelumbo aureavallis
- Pachypteris
- Palaeoraphe
- Peltandra primaeva
- Protosalvinia
- Trochodendron nastae